# Tropennacht
Unter einer Tropennacht (bei Meteorologen auch unter dem Kürzel Tn20GT bekannt) versteht man in der deutschsprachigen Meteorologie eine Nacht, in der die Lufttemperatur zwischen 18 und 6 Uhr UTC nicht unter 20 °C fällt. Gemessen wird in einer Standard-Wetterhütte in zwei Metern Höhe.
Im relativ kühlen deutschsprachigen Raum Europas gibt es im Durchschnitt nur einige wenige Tropennächte. Es handelt sich eher um eine mesoklimatische Ausnahmeerscheinung. An der Station Heidelberg maß man im langjährigen Mittel (1981–2010) 4,5 Tropennächte pro Jahr, in der Innenstadt von Wien 15 Tropennächte pro Jahr.
Kennzeichnend sind Tropennächte für Hitzewellen. So wurden während des Hitzesommers 2003 in Kehl 21 Tropennächte und bei der Station Locarno-Monti (dem wärmsten Ort der Schweiz) 40 Tropennächte ermittelt. 2018 und 2019 wurden in der Innenstadt von Wien je 41 Tropennächte gezählt. Infolge der globalen Erwärmung geht man von einer Zunahme der tropischen Nächte aus beziehungsweise stellt sie bereits fest.
Für München zeigten die Klimatabellen des Meteorologischen Instituts (MIM) der LMU München für den Zeitraum von 1982 bis 2002 eine durchschnittliche Anzahl von 1,7 Tropennächten pro Jahr. Von 2003 bis 2018 erhöhte sich die Anzahl auf durchschnittlich 5,3 Tropennächte pro Jahr.
Eine Studie von 2023 untersuchte das Auftreten in der Schweiz über mehrere Jahrzehnte. Von 1970 bis 1980 traten in der Summe in 143 Regionen im Mehrjahresmittel 9,0 Tropennächte pro Jahr auf, vorwiegend in den Ballungsräumen Lausanne, Genf, Basel, Lugano und Zürich. Für den Zeitraum 2009 bis 2019 war die Anzahl mehr als verdoppelt auf 21,1 Tropennächte pro Jahr, verteilt auf die 143 Regionen.
Tropennächte sind aus medizinischer Sicht problematisch für den Menschen und gelten als besonders belastend für alte oder körperlich geschwächte Personen.
In den Tropen und Subtropen ist der Begriff Tropennacht nicht gebräuchlich; je nach geographischer Lage und Höhe fällt die Lufttemperatur dort während der Sommermonate nachts dauerhaft nicht unter 20 °C. Üblicher sind englische Ausdrücke wie (Very) Hot night, mit deutlich anderen Grenzwerten.
Mit den Temperaturanomalien im Jahr 2024 wurde in Wien mit bisher 53 Tropennächten ein neuer Jahreshöchstrekord verzeichnet.